# Vandières (Meurthe-et-Moselle)
Vandières [vɑ̃djɛʁ] ist eine französische Gemeinde mit 932 Einwohnern (Stand: 1. Januar 2022) im Département Meurthe-et-Moselle in der Region Grand Est (bis 2015 Lothringen). Sie gehört zum Arrondissement Nancy und zum Kanton Pont-à-Mousson. Die Einwohner werden Vandiérois genannt.

## Geografie
Vandières liegt etwa 31 Kilometer nordnordwestlich von Nancy an der Mosel. Umgeben wird Vandières von den Nachbargemeinden Pagny-sur-Moselle im Norden, Vittonville im Nordosten und Osten, Champey-sur-Moselle im Osten, Pont-à-Mousson im Südosten und Süden, Norroy-lès-Pont-à-Mousson im Süden, Villers-sous-Prény im Südwesten, Vilcey-sur-Trey im Südwesten und Westen sowie Prény im Nordwesten.
In der Gemeinde liegt der geplante Bahnhof Vandières TGV.

## Bevölkerungsentwicklung
| Jahr                       | 1962 | 1968 | 1975 | 1982 | 1990 | 1999 | 2006 | 2019 |
| Einwohner                  | 790  | 779  | 763  | 903  | 942  | 964  | 924  | 930  |
| Quellen: Cassini und INSEE |      |      |      |      |      |      |      |      |

## Sehenswürdigkeiten

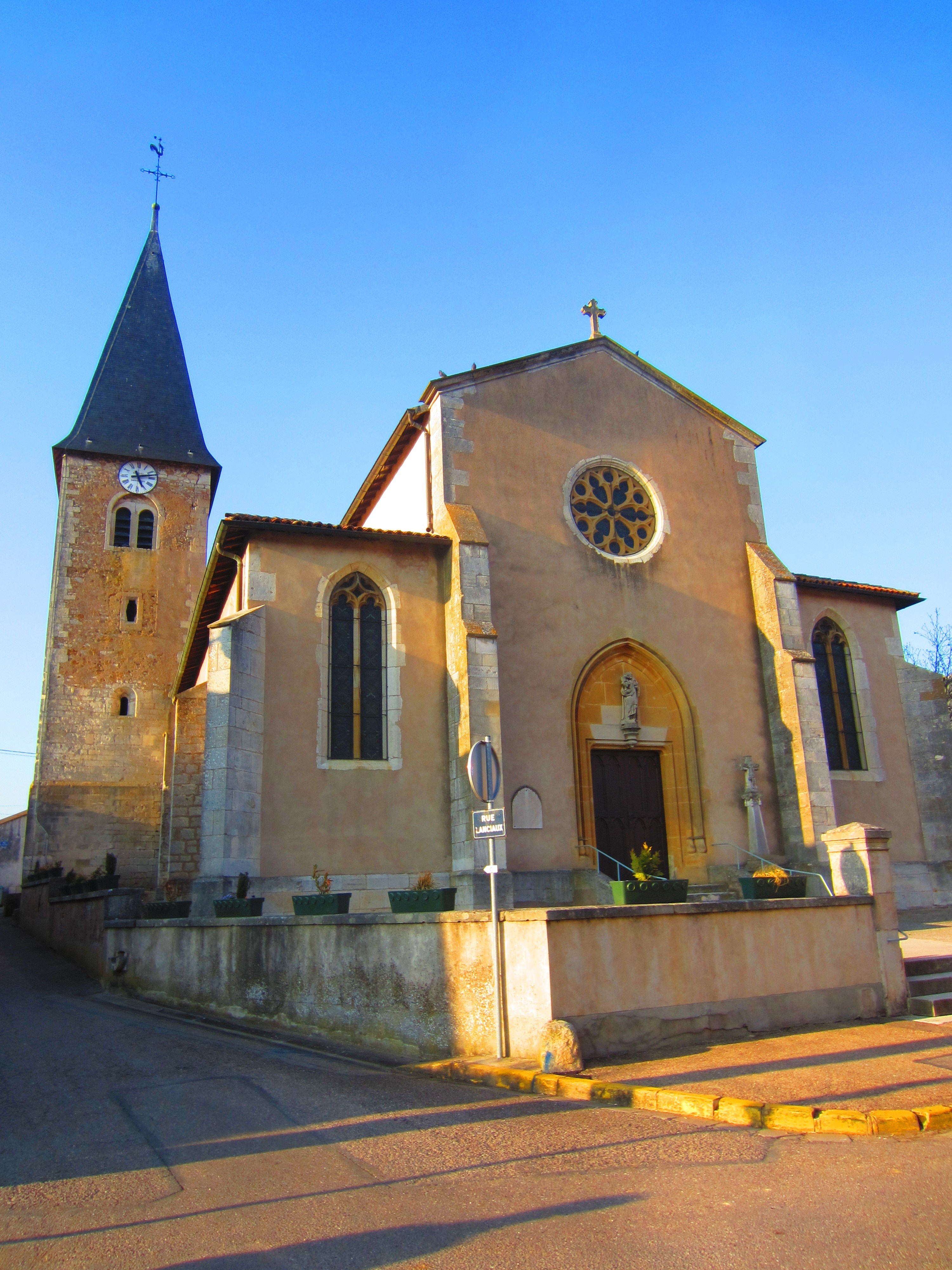
Kirche Saint-Géreon

- Kirche Saint-Géreon[1] aus dem 19. Jahrhundert mit romanischem Kirchturm
- Moselviadukt
- Schloss aus dem 15./16. Jahrhundert

## Persönlichkeiten
- Johannes von Gorze (um 900–974), Mönch, monastischer Reformer
- François-Nicolas Fririon (1766–1840), Divisionsgeneral
- Léon Zéliqzon (1858–1944), Romanist